# مقاطعة فورونيج
فورونيج أوبلاست هي إحدى الكيانات الفدرالية في روسيا. وتحوي المدن والقرى التالية: بوبروف،
بوغوتشار،
بوريسوغليبسك،
بوتورلينوفكا،
إيرتيل،
كالاتش،
ليسكي،
نوفوخوبايورسك،
نوفوفورونز،
اوستروغوجسك،
بافلوفسك، فورونيج أوبلاست،
بوفورينو،
روسوش،
سميليوكي،
فورونيج،